# Église Holy Trinity (Iron Hill)
L'église Holy Trinity est une église anglicane située dans le hameau de Iron Hill, sur le territoire de la ville de Lac-Brome, au Québec (Canada). Elle est répertoriée dans l'inventaire des lieux de culte du Québec, mais ne bénéficie pas d'un statut patrimonial.

## Histoire
Une mission anglicane dessert le hameau de Iron Hill à partir de 1863 ― non sans difficulté, en raison de l'accès compliqué et des risques d'attaque par des brigands. L'école du dimanche mise en place par Mary Fyles, femme du pasteur missionnaire et diacre Thomas Fyles, est peu populaire auprès des enfants turbulents du hameau, qui préfèrent lancer des pierres sur la porte de l'édifice et jouer bruyamment à l'extérieur. 
Les Fyles, originaires d'Enfield Chase en Angleterre puis postés dans les missions de Longueuil et La Prairie, s'installent de façon permanente à Iron Hill. Les services religieux sont célébrés dans des résidences privées et des écoles jusqu'à la construction d'une église en 1864. Le hameau compte alors 40 familles et 200 fidèles anglicans. Une corvée permet d'amasser les 1 500 $ nécessaires au projet, ainsi que les matériaux et la main-d'œuvre pour assembler la structure. Thomas Fyles, maître-d'œuvre du projet, est ordonné prêtre de la paroisse par l'évêque de Montréal, et le demeure jusqu'en 1871,.

## Architecture
Le bâtiment en bois d'inspiration néogothique est conçu par les architectes Frederick Lawford et James Nelson de Montréal. Il est constitué d'une nef, d'un chœur et d'un porche du côté sud. À l'intérieur, des citations de la Bible inscrites au pochoir dans une fonte de style médiéval dans des couleurs dorée, rouge et bleue ornent les murs de la nef. Derrière l'autel, au dessus du chœur, les fenêtres sont décorées de trois vitraux étroits. Les murs extérieurs de l'édifice sont peints en blanc, et ses éléments architectoniques en vert forêt.